# Microcebus ganzhorni
Microcebus ganzhorni és una espècie de primat de la família dels quirogalèids. És endèmic del sud-est de Madagascar. No es coneixen les dimensions exactes d'aquest animal. Probablement es tracta d'un animal nocturn. L'espècie fou anomenada en honor del biòleg alemany Jörg Ganzhorn. Com que fou descoberta fa poc, l'estat de conservació d'aquesta espècie encara no ha estat avaluat formalment.